# Porojärvi (Gällivare socken, Lappland)
Porojärvi är en sjö i Gällivare kommun i Lappland och ingår i Kalixälvens huvudavrinningsområde.